# TERPROM
Il TERPROM (Terrain Profile Matching) è un sistema di navigazione con riferimento al terreno e allarme ostacoli. Usato sia per la guida automatica su alcuni particolari aerei militari, come il Panavia Tornado, o installato su missili. Essenzialmente il sistema è basato su un radar altimetrico che consente di seguire il profilo del terreno combinato con mappe digitali dell'elevazione del terreno. Si utilizza anche come sistema di allarme per evitare che l'aereo voli troppo vicino al suolo. 
Questo sistema è prodotto dalla Atlantic Inertial Systems di Plymouth, precedentemente era una sussidiaria della BAE Systems, acquistata nel dicembre 2009 dalla Goodrich Corporation.
Il sistema TERPROM è utilizzato sui seguenti velivoli: F-16, Mirage 2000, Harrier, SEPECAT Jaguar, Panavia Tornado, A-10, Eurofighter Typhoon, BAE Hawk, C-130 e C-17 oltre che sui missili di crociera Storm Shadow.